# ニルヴァーナ (TRPG)
『ニルヴァーナ』は日本製のテーブルトークRPGのタイトル。2004年にゲーム・フィールド社より発売された。ゲームデザイナーは小浜智。システム部分は矢野俊策が担当している。

## 概要
最終戦争により文明が後退してしまった未来の地球を舞台にしたアフターホロコーストもののテーブルトークRPG。
ニルヴァーナという名前から連載されるとおり、ゲームの舞台となる地域「バーラト亜大陸」は古代インド風の自然と文化になっているのが特徴ともなっている。
プレイヤーキャラクターはその中で遺失文明のロストテクノロジーを継承した英雄たちを演ずる。

## 世界設定
ニルヴァーナのルールブックやサプリメントにはゲームマスターを続けていこうとする者しか読んではいけない『世界の秘密』を記した章が存在し、ゲームプレイ（特にキャンペーンプレイ）を通じて世界の秘密を解き明かしていくのがプレイヤーの目的にもなっている。

## システム
行為判定は10面体サイコロ二つを振り、出目が高ければ高いほど良いという上方判定を使用。
ゲームシステムに組み込まれた特殊な仕掛けとしては「ギアス」といわれるものがあり、これはキャラクターごとに設定された制約や戒律のようなもので、キャラクターはこのギアスを守っている間は「ギフト」と呼ばれる奇跡的な力（ロストテクノロジーの使用など）を発揮することができる。しかし、このギアスを破ってしまうとそのセッションの間は、ギフトは使用できなくなってしまう。

## 書誌情報
- 『ニルヴァーナ』 小浜智／FEAR、有限会社ゲーム・フィールド、2003年、232頁。ISBN 4-907792-62-X
- 『サンスカーラ』 小浜智／FEAR、有限会社ゲーム・フィールド、2004年、115頁。ISBN 4-907792-76-X